# Brettenham (Norfolk)
Brettenham is een civil parish in het bestuurlijke gebied Breckland, in het Engelse graafschap Norfolk met 555 inwoners.